# Edith Holden
Edith Holden   (Birmingham, 26 de setembre de 1871 - Tàmesi, 15 de març de 1920), Edith Blackwell Holden, va ser una artista britànica i professora d'art. Coneguda per les seves il·lustracions sobre la flora i la fauna.

## Biografia
Va néixer a Kings Norton, Birmingham, el 1871, una de les set criatures d'un fabricant de pintures i vernissos de les Midlands. La família va viure en el poblet d'Olton, al Warwickshire. Després d'estudiar Belles Arts, va treballar d'il·lustradora i els seus dibuixos foren publicats en diversos llibres. També va impartir classes d'art, dibuix i pintura a la Solihull School for Girls.
Més tard se'n va anar a viure a Londres, on, el 1911, conegué l'escultor Ernest Smith i s'hi va casar; van viure a Chelsea i no va tenir fills. El 15 de març de 1920, als 49 anys, Edith va morir tràgicament en ofegar-se al Tàmesi, prop de Kew, mentre collia brotons de castanyer.

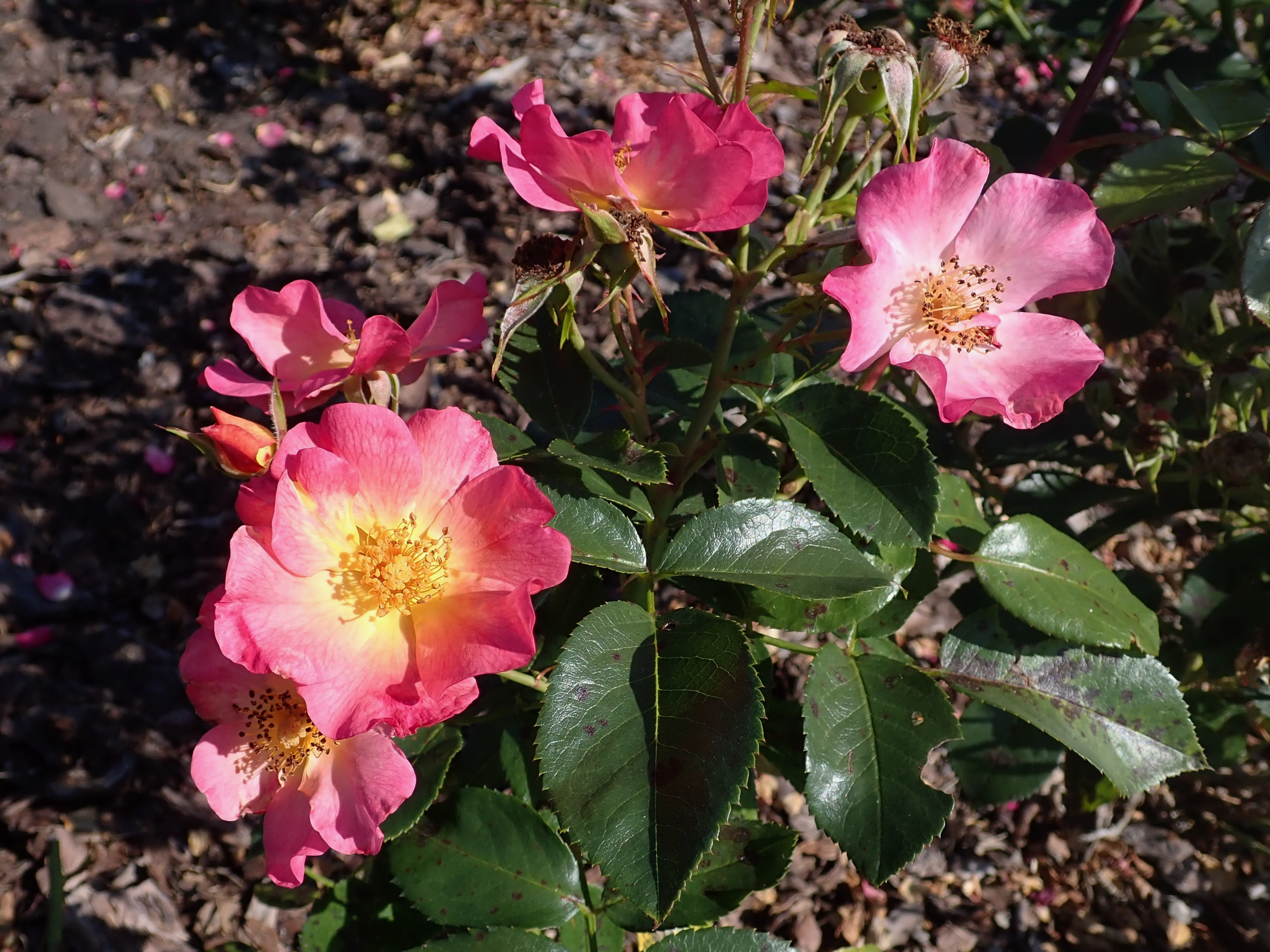
Rosa 'Edith Holden'

Va exposar els seus dibuixos i pintures a l'Acadèmia de les Arts de Birmingham, però la seva obra havia estat oblidada fins que als anys 70 la seva reneboda, Rowena Stott, la va donar a conèixer. Malgrat el que el títol pugui fer semblar, el seu The Country Diary of an Edwardian Lady, escrit al 1906 i editat el 1977, no és ben bé un diari, sinó més aviat un recull d'observacions de la natura destinats als seus alumnes d'art. Les llistes d'ocells, papallones, animals, flors, fruits i vegetació diversa de cada temporada mostren el gran coneixement de la naturalesa que Holden tenia i alhora constitueixen un registre autèntic del pas de les estacions al llarg de l'any. Els dibuixos, pintures, estudis d'aquarel·la i esbossos s'acompanyen de paraules i poemes, i notes d'observacions diàries. Més tard es va trobar el llibre Nature Notes of an Edwardian Lady (Holden's Notebook for 1905), que s'imprimí al 1989.